# Harry and the Potters
Harry and the Potters é uma banda de rock alternativo norte-americana conhecida por ser uma das primeiras do movimento Wizard rock. Fundada em Norwood, Massachusetts, o grupo é composto principalmente de Joe e Paul DeGeorge. Apesar de ambos manterem o mesmo personagem, Joe assume o caráter de Harry Potter durante o quarto ano em Hogwarts, com Paulo como Harry Potter durante o seu sétimo ano. Harry and the Potters são conhecidos por suas elaboradas performances ao vivo, e desenvolveram um culto que segue dentro do fandom de Harry Potter.
Desde 2002, Harry and the Potters lançaram três álbuns de estúdio, sete EPs, e um álbum de compilação. A dupla fundou a gravadora independente Eskimo Laboratories, e estrelaram no documentário We Are Wizards and Wizard Rockumentary. Eles também co-organizaram o grupo de  caridade Harry Potter Alliance, e formaram o Wizard Rock EP of the Month Club, um sindicato.

## Membros
Atuais
- Paul DeGeorge – saxofone, bateria, guitarra, melodica, ukulele, vocais (2002–presente)
- Joe DeGeorge – bateria, glockenspiel, teclado, slide whistle, saxofone, theremin, vocais (2002–presente)

Antigos
- Ernie Kim – baixo, bateria, backing vocais (2003–2007)
- Andrew MacLeay – bateria (2004, 2007)
- Brad Mehlenbacher – bateria (2005–2008)
- John Clardy – bateria (2008)
- Mike Gintz – bateria (2008)
- Jacob Nathan – bateria (2007, 2011)
- Ben Macri – bateria (2005)
- Phillip Dickey – bateria (2006)
- Jason Anderson – bateria (2006–2008)
- Zach Burba – bateria (2008)
- Jimmy Kleiner – bateria (2010, 2016)

Estúdio
- Brian Church – baixo, backing vocais (Harry and the Potters and the Power of Love, 2006)
- Catherine DeGeorge – whistles (Harry and the Potters and the Power of Love, 2006)
- Juliet Nelson – violoncelo (Harry and the Potters and the Power of Love, 2006)
- Jeanie Lee – violino (Harry and the Potters and the Power of Love, 2006)
- Kevin Micka - guitarra, backing vocais (Harry and the Potters and the Power of Love, 2006)
- Devin King - backing vocais (Harry and the Potters and the Power of Love, 2006)
- Mike Gintz - backing vocais (Harry and the Potters and the Power of Love, 2006)
- Farhad Ebrahimi - backing vocais (Harry and the Potters and the Power of Love, 2006)
- Steve Mike - backing vocais (Harry and the Potters and the Power of Love, 2006)
- Jacob Nathan – bateria ("Don’t Believe It", 2007)
- Adam Kohrman - backing vocais ("Don't Believe It", 2007)

## Discografia
- (2003) - Harry and the Potters
- (2004) - Voldemort Can't Stop the Rock!
- (2006) - Harry and the Potters and the Power of Love